# Kikkerachtbaan
De kikkerachtbaan is een stalen achtbaan in het Nederlandse attractiepark Duinrell te Wassenaar. Het was een van de eerste attracties van Duinrell.

## Algemene informatie
De kikkerachtbaan werd gebouwd door de Duitse attractiebouwer Zierer en opende in 1985. De achtbaan ligt nabij de Splash (een Shoot-the-Chute) en de Waterspin (een topspin).
De capaciteit van de Kikkerachtbaan bedraagt ongeveer 1250 personen per uur. Kinderen mogen vanaf een lengte van 1,20 meter zonder begeleiding in de attractie. Kleinere kinderen enkel indien een volwassene deze vergezelt.
Het baanverloop van de Kikkerachtbaan is, vanuit de lucht gezien, als 2 achten naast elkaar.
Vroeger had de medewerker de mogelijkheid om de Kikkerachtbaan meerdere rondjes achter elkaar te laten draaien. Echter, bij het reviseren van het besturingssysteem is deze optie komen te vervallen. Bij deze upgrade van het besturingssysteem werd het voor de medewerker ook verplicht om na de (visuele) veiligheidscontrole de achtbaantrein vrij te geven middels een vrijgave knop aan het uiteinde van het station.
Vroeger sprongen er waterspuiten over bepaalde delen van de rails waar je als passagier onderdoor reed tijdens de rit. Echter is dit systeem tijdens een winterstop verloren gegaan en niet meer hersteld.
Net als bij de achtbanen Falcon en Dragonfly is het ook bij de Kikkerachtbaan mogelijk om een on-ride actiefoto van de rit te kopen.

## Trein
De trein van de Kikkerachtbaan bestaat uit 20 wagentjes met twee zitplekken naast elkaar, wat uitkomt op maximaal 40 personen per rit. De veiligheidssluiting van de passagiers is een zogeheten schootbeugel.
De trein is blauw van kleur. Aan de zijkanten van de wagentjes zitten vlakken, welke per wagentje een andere kleur (rood, groen of geel) heeft. Alle zittingen zijn in ieder wagentje zwart. Op de neus van het voorste wagentje van de trein staat Rick de Kikker afgebeeld met zijn handen gevouwen waar zijn kin op rust.